# Jammerbugt FC

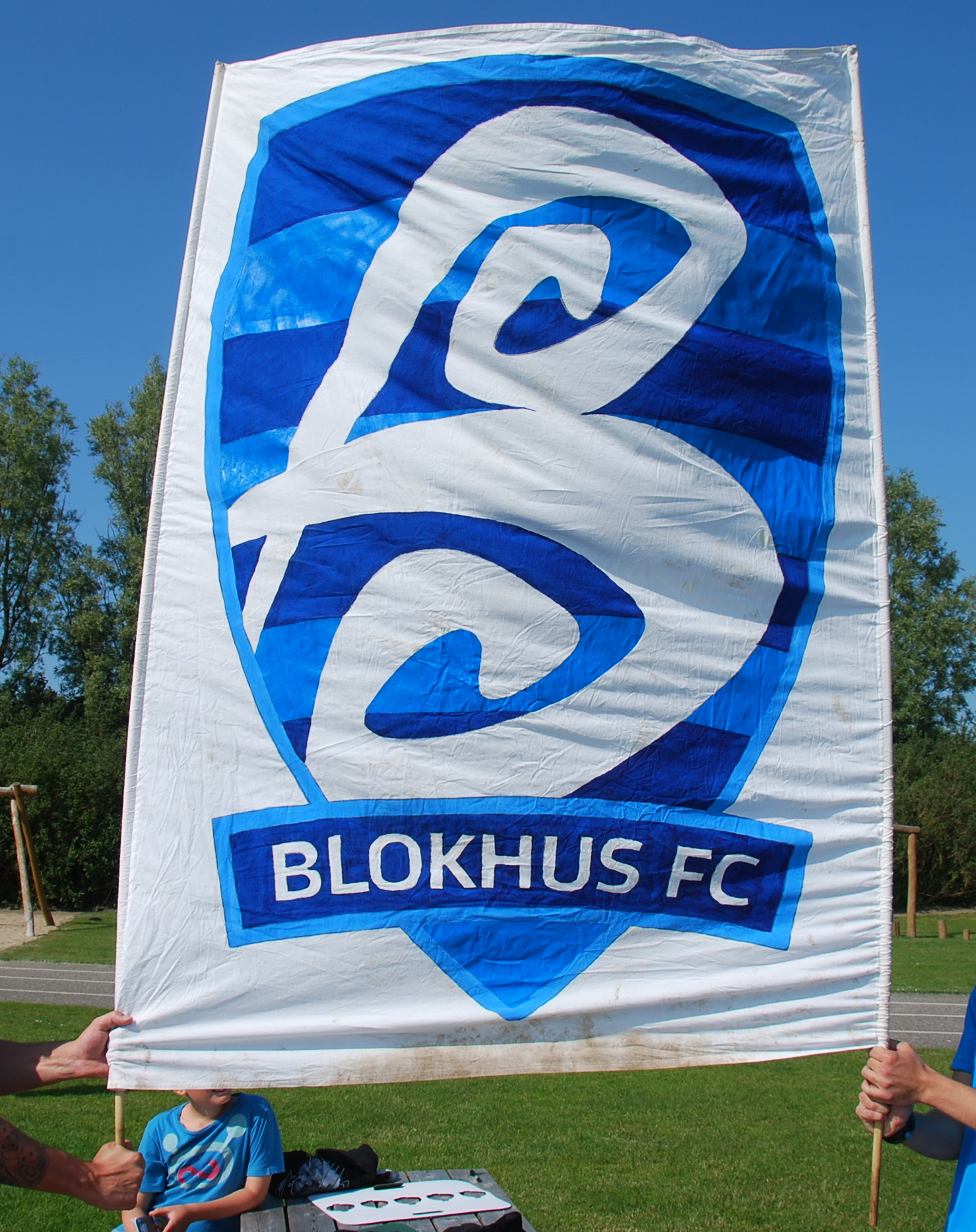
Jammerbugt FC:s tidigare märke.

Jammerbugt FC är en fotbollsklubb från orten Pandrup i Danmark. 

## Historia
Klubben bildades i augusti 2008 som en elitgren av Jetsmark IF. Klubben hette tidigare Blokhus FC.

## Hemmaarena
Jammerbugt FC spelar sina matcher på Sparekassen Vendsyssel Arena (tidigare Jetsmark Idrætscenter).

## Placering tidigare säsonger
| Säsong  | Nivå | Liga        | Placering | Referens | Notering                    |
| ------- | ---- | ----------- | --------- | -------- | --------------------------- |
| 2020/21 | 3    | 2. division | 1         | [ 2 ]    | Uppflyttad till 1. division |
| 2021/22 | 2    | 1. division | 12        | [ 3 ]    | Nedflyttad till 2. division |

## Trupp 2022
Uppdaterad: 28 mars 2022
| Nr | Land      | Pos | Namn                                |
| -- | --------- | --- | ----------------------------------- |
| 1  | Senegal   | MV  | Pape Seydou N'Diaye                 |
| 2  | Mali      | F   | Ismaël Sidibé (lån från Malmö)      |
| 3  | Mali      | F   | Boubacar Haidara                    |
| 4  | Gambia    | F   | Moussa Kamara                       |
| 5  | Frankrike | F   | Abdelhamid Touati                   |
| 6  | Luxemburg | A   | Diogo Pimentel                      |
| 7  | Portugal  | A   | Diogo Balau                         |
| 8  | Luxemburg | MF  | Farid Ikene (lån från Racing Union) |
| 9  | Nigeria   | A   | Ahmad Gero                          |
| 10 | Danmark   | A   | Sead Gavranovic                     |
| 11 | Luxemburg | A   | Leonel Gomes                        |
| 13 | Nigeria   | F   | Solomon Onome                       |

| Nr | Land      | Pos | Namn                                         |
| -- | --------- | --- | -------------------------------------------- |
| 14 | Luxemburg | A   | Omar Natami                                  |
| 16 | Danmark   | MF  | Max Møller                                   |
| 17 | Frankrike | F   | Rayan Senhadji                               |
| 19 | Luxemburg | A   | Yan Bouché (lån från Mouscron)               |
| 21 | Danmark   | MV  | Nicolaj V. Christensen                       |
| 22 | Danmark   | F   | Emil Nielsen                                 |
| 23 | Nigeria   | A   | Emmanuel Igbonekwu (lån från Malmö)          |
| 24 | Guinea    | A   | Alya Toure (lån från Başakşehir)             |
| 27 | Danmark   | MV  | Mikkel Rod                                   |
| 29 | Mali      | A   | Abdramane Djitteye (lån från Malmö)          |
| 32 | Norge     | A   | Emanuel Kulego                               |
| —  | Guinea    | MF  | Sekou Tidiany Bangoura (lån från Başakşehir) |